# Asma Rasmya
Asma Rasmya, född  1877 i Damaskus, var en afghansk feminist. Hon var redaktör för den första kvinnotidningen i Afghanistan, Ishadul Naswan, och en pionjär som kvinna inom journalismen i Afghanistan, och även rektor för en flickskola. Både som tidningsredaktör och rektor var hon en kvinnlig pionjär och har kallats den första kvinnan på dessa positioner i Afghanistan. 
Hon var gift med utrikesminister Mahmud Tarzi, en pionjär för journalismen i Afghanistan och grundare av tidningen Sirajul Akhbar 1911. Hon blev mor till Soraya Tarzi, som blev drottning 1919. Hennes dotter och svärson, kungaparet, lanserade ett radikalt moderniseringsprogram, i vilket hon och hennes make var ledande deltagande. Hon blev redaktör för landets första kvinnotidning, Ishadul Naswan, som gavs ut varje torsdag från 17 mars 1922; hon var redaktör tillsammans med Ruh Afza, syster till Habibullah Tarzi.   